# Key Vaca
Key Vaca é uma ilha das Florida Keys, arquipélago dos Estados Unidos situado no oceano Atlântico a sul da península da Flórida. Pertence às Middle Keys e administrativamente está incluída no Condado de Monroe.